# Шилоклювые дятлы
Шилоклювые дятлы (лат. Colaptes) — род птиц семейства дятловых. Все виды этого рода обитают только в Новом Свете.

## Систематика
Род Colaptes был описан английским орнитологом Уильямом Свенсоном в 1825 году, в качестве типового вида был выбран золотой дятел (Colaptes auratus, ранее в «Системе природы» Карла Линнея Cuculus auratus). Научное название происходит от древнегреческого слова κολαπτεσ (чеканщик, в переносном смысле дятел), которое в свою очередь является производным от слов κολαπτήρ (долото, резец) и κολάπτω (высекать, ударять клювом).
В настоящее время филогенетическое положение шилоклювых дятлов в пределах подсемейства Picinae остаётся не до конца выясненным. Ханс Уинклер (Hans Winkler) и Дэвид Кристи (David A. Christie) поместили их в трибу Colaptini — группу эндемиков Америки, близких к африканской группе Campetherini. Помимо описываемого рода Colaptes, авторы включили в трибу дятлов-венилиорнисов (Veniliornis), полосатобрюхих дятлов (Piculus) и дятлов-целеусов (Celeus). Сотрудники Канзасского университета, изучившие нуклеотидную последовательность различных видов семейства дятловых, включили Colaptes в обширную и более разношёрстную трибу Malarpicini, в которую также вошли роды Dryocopus, Mullerpicus, Piculus, Celeus, Picus, Meiglyptes, Dinopium, Campethera и Geocolaptes. Аналогичный вывод содержится в работе сотрудников Мичиганского университета Дэвида Уэбба (David Matthew Webb) и Уильяма Мура (William S. Moore). Мур и соавторы полагают, что ближайшими родственниками шилоклювых дятлов являются полосатобрюхие дятлы из Центральной и Южной Америки; оба рода образуют парафилетическую группу.
Род можно разделить на две группы, отличающиеся морфологией и образом жизни. Одна из этих групп, получившая статус подрода Colaptes («типичные шилоклювые дятлы»), ведёт наземный или преимущественно наземный образ жизни. Дятлы этого таксона имеют невзрачную, часто одноцветную или двухцветную окраску головы. Другая группа, объединённая в подроде Chrysoptilus («лесные шилоклювые дятлы»), ведёт более древесный образ жизни; они обладают красочным оперением головы, в котором непременно присутствуют красные отметины на затылке. Если представители первой группы представлены почти во всей Америке от Аляски на севере до Огненной Земли, представители второй не встречаются севернее Мексики.

## Общая характеристика
Шилоклювые дятлы больше других представителей семейства добывают корм на поверхности земли, а не деревьях. В верхней части туловища преобладают желтоватые, буроватые, охристые и оливковые тона, на спине развит полосатый струйчатый рисунок. У наземных видов клюв длинный и тонкий, слегка изогнут книзу. На деревьях птицы сидят не поперёк, а вдоль ветки, обхватив её лапами. Для большинства видов характерна высокая социализация, стайный образ жизни. Полёт порхающий, более медленный по сравнению с другими дятлами.

## Виды
Международный союз орнитологов относит к роду 15 видов.
Подрод Chrysoptilus
- Бронзовокрылый полосатобрюхий дятел (Colaptes aeruginosus)[13]
- Серошапочный полосатобрюхий дятел (Colaptes auricularis)[13]
- Черношейный золотистый дятел (Colaptes atricollis)[14]
- Зеленополосый золотистый дятел (Colaptes melanochloros)[14]
- Пестрогрудый золотистый дятел (Colaptes punctigula)
- Красноспинный полосатобрюхий дятел (Colaptes rivolii)[13]
- Золотисто-зелёный полосатобрюхий дятел (Colaptes rubiginosus)[13]

Подрод Colaptes
- Colaptes auratus — Золотой шилоклювый дятел
- Пампасный дятел (Colaptes campestris)[14]
- Золотистый дятел (Colaptes chrysoides)
- Наземный дятел (Colaptes fernandinae)[15]
- Colaptes mexicanoides
- †Colaptes oceanicus
- Чилийский шилоклювый дятел (Colaptes pitius)[14]
- Colaptes rupicola — Андский шилоклювый дятел